# Братислава (готель)
Готель «Братислава» — чотиризірковий готель, розташований в Києві, на лівому березі р. Дніпро.

## Історія
Будівництво 13-ти поверхового готелю «Братислава» було закінчене 1980 року (архітектори А. А. Думчев, А. А. Збарський, Р. Е. Алексєєва, Т. В. Гнезділова). Назву готель отримав на честь міста-побратима Києва — Братислави. 

## Інфраструктура
Готель розраховано на 870 місць (336 номерів).
1986 року було завершене будівництво ресторану, у якому запровадили своєрідну новацію для радянської туріндустрії — шведську лінію.
У січні 2003 року готель «Братислава» пройшов атестацію та отримав категорію «три зірки». Через дев'ять років у рамках підготовки Києва до Євро-2012 відбувся капітальний ремонт готелю.